# Samidorfan
El samidorfan o samidorfano es un antagonista opioide que, en forma de olanzapina/samidorfano (comercializado como Lybalvi), se utiliza para el tratamiento de la esquizofrenia y el trastorno bipolar. El samidorfano reduce el aumento de peso asociado con la olanzapina. El samidorfano se administra por vía oral.
El samidorfano se encontraba en desarrollo como medicamento independiente para diversas indicaciones, pero se suspendió su uso. La buprenorfina/samidorfano para el tratamiento del trastorno depresivo mayor fue rechazada por la Administración de Alimentos y Medicamentos de los Estados Unidos (FDA) debido a la evidencia insuficiente de su eficacia, pero permanece en prerregistro a septiembre de 2021. También se suspendió el desarrollo de baclofeno/samidorfano.